# Kourakhivka
Kourakhivka (en ukrainien : Курахівка, en russe : Курахо́вка, Kourakhovka) est une commune urbaine de l'est de l'Ukraine, dans l'oblast de Donetsk, dépendante du raïon de Pokrovsk et de la communauté urbaine de la ville de Kourakhove. Sa population s'élevait à 350 habitants en 2024.

## Géographie
La commune se situe sur la rive occidentale de la rivière Vovtcha, affluente de la rivière Samara, dans le système hydrologique de la rive gauche du fleuve Dniepr. Elle se trouve à 34 kilomètres au sud-est de la ville de Pokrovsk, à 32 kilomètres à l'ouest de celle de Donetsk.